# Trimbach, Bas-Rhin

Trimbach este o comună în departamentul Bas-Rhin, Franța. În 1 ianuarie 2022 avea o populație de 582 de locuitori.